# Hippospongia communis
Hippospongia communis är en svampdjursart som först beskrevs av Jean-Baptiste Lamarck 1814.  Hippospongia communis ingår i släktet Hippospongia och familjen Spongiidae. Inga underarter finns listade i Catalogue of Life.

## Bildgalleri

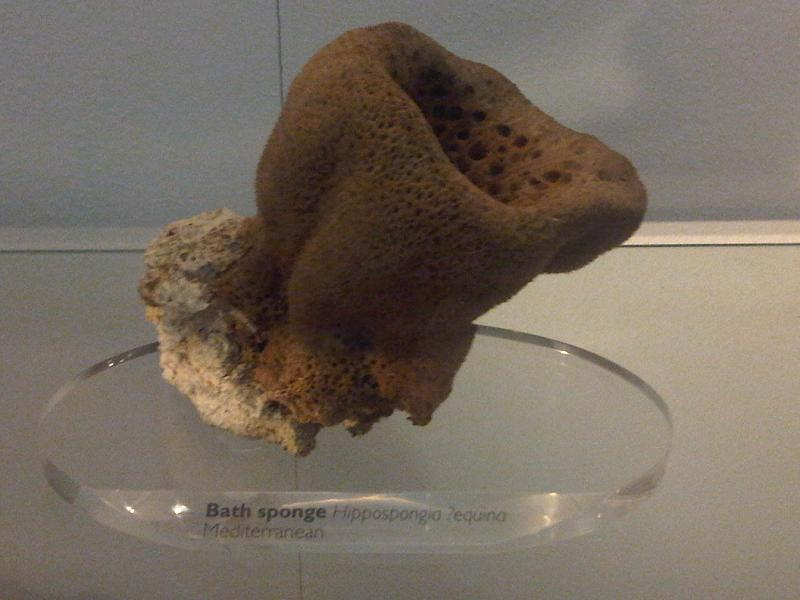